# Guilded
Guilded — платформа для интернет-звонков, мгновенного обмена сообщениями и цифровой дистрибуции, разработанная Guilded Inc. и выкупленная Roblox Corporation 16 августа 2021 года за 90 млн долларов. Пользователи могут совершать голосовые и видео-звонки, оправлять сообщения и делиться файлами как в приватных чатах, так и в сообществах, называемых «серверами». Программа работает на Windows, Linux, macOS, Android и iOS.
Guilded является прямым конкурентом Discord. Целевая аудитория платформы — игровые сообщества, в частности, киберспортивной направленности. Программа обладает функциями, рассчитанными на использование игровыми кланами, в частности, встроенным календарём и инструментом для планирования.
Guilded основана Эли Брауном, бывшим работником Facebook и Xbox. Разработка программы осуществляется компанией Guilded Inc., которая с 16 августа 2021 года является независимой группой внутри Roblox Corporation.
31 мая 2024 года Roblox Corporation объявила, что все пользователи Guilded должны привязать к своей учётной записи аккаунт в Roblox до 15 июля 2024 года, если они хотят продолжить пользоваться сервисом. Новые пользователи могут авторизовываться только с помощью Roblox-аккаунта.
Через некоторое время после блокировки Discord на территории России Guilded также перестал работать в этой стране. Модераторы сообщества предположили, что блокировку в автоматическом режиме наложил сервис Amazon CloudFront, который зафиксировал аномально высокий трафик из России.